# Mayurbhanj (Distrikt)
Der Distrikt Mayurbhanj (Oriya ମୟୂରଭଞ୍ଜ ଜିଲ୍ଲା Maẏūrabhañja Jillā) befindet sich im indischen Bundesstaat Odisha.
Verwaltungssitz ist die Stadt Baripada.
Der Distrikt entstand am 1. Januar 1949, als der gleichnamige Fürstenstaat mit dem Bundesstaat Orissa verschmolz.

## Lage
Der Distrikt erstreckt sich über eine Fläche von 10.418 km² und reicht von der Küstenebene bis tief ins Hinterland.

## Einwohner
Beim Zensus 2011 betrug die Einwohnerzahl 2.519.738. Das Geschlechterverhältnis lag bei 1006 Frauen auf 1000 Männer.
Die Alphabetisierungsrate belief sich auf 63,17 % (73,76 % bei Männern, 52,71 % bei Frauen).
Laut Zensus 2011 waren 83,86 % der Bevölkerung Anhänger des Hinduismus.

## Verwaltungsgliederung
Der Distrikt besteht aus vier Sub-Divisionen: Bamanghati, Baripada, Kaptipada und Panchapid.
Zur Dezentralisierung der Verwaltung ist der Distrikt in 26 Blöcke unterteilt:
- Bahalada
- Bangiriposi
- Baripada
- Barsahi
- Betanati
- Bijatola
- Bisoi
- Gopabandhunagar
- Jamada
- Jashipur
- Kaptipada
- Karanjia
- Khunta
- Kuliana
- Kusumi
- Moroda
- Rairangpur
- Raruan
- Rasagobindpur
- Samakhunta
- Saraskana
- Sukuruli
- Suliapada
- Thakurmunda
- Tiring
- Udala

Des Weiteren gibt es 26 Tahasils:
- Bahalada
- Bangiriposi
- Baripada
- Barsahi
- Betanati
- Bijatola
- Bisoi
- Gopabandhunagar
- Jamada
- Jashipur
- Kaptipada
- Karanjia
- Khunta
- Kuliana
- Kusumi
- Moroda
- Rairangpur
- Raruan
- Rasagobindpur
- Samakhunta
- Saraskana
- Sukuruli
- Suliapada
- Thakurmunda
- Tiring
- Udala

Im Distrikt befinden sich folgende ULBs: die Municipalities Baripada und Rairangpur sowie die Notified Area Councils (NAC) Karanjia und Udala.
Außerdem sind 384 Gram Panchayats im Distrikt vorhanden.

## Simlipal-Nationalpark
Im Distrikt Mayubhanj liegt der 2.750 km² große Simlipal-Nationalpark, der größte Nationalpark Odishas.